# Jayavarman VIII
Jayavarman VIII là một trong những vị vua của Đế quốc Khmer. Ông trị vì tự năm 1243 đến năm 1295, khi ông thoái vị.

## Tiểu sử
Trong thời gian trị vì của Jayavarman VIII, quân Mông Cổ do Kublai Khan chỉ huy đã tấn công Đế chế Angkor vào năm 1283. Jayavarman VIII đã quyết định nộp cống để đổi lấy hòa bình và do đó ông được tiếp tục trị vì.
Triều đại của Jayavarman VIII cũng đã phải chịu đựng một cuộc chiến tranh tàn khốc chống lại vương quốc Sukhothai.
Jayavarman VIII đã theo Ấn Độ giáo và đã cho phá hủy các hình tượng phật trong vương quốc mình. Ông ta bỏ tiền cho xây đền Mangalartha vào năm 1295, trước khi bị lật đổ bởi con rể ông Indravarman III (Srindravarman), một người theo đạo phật.:133